# Matthew Königsberg
Matthew Königsberg (* 1956) ist ein deutscher Japanologe.

## Leben
Ab 1975 studierte er an der University of Virginia und später Japanologie in Hamburg (1982 Magister Artium, Universität Hamburg. Magisterarbeit: Kobayashi Hideos ‘Watakushi shōsetsu ron‘. Studium fortgesetzt mit dem Ziel Promotion). 1984 wurde er als geprüfte wissenschaftliche Hilfskraft, Seminar für Japanologie, Universität Tübingen eingestellt. Aufgrund der Zwangsausbürgerung seiner Familie zur Zeit des Nationalsozialismus bestand Anspruch auf die deutsche Staatsbürgerschaft nach GG, Art. 116, Nr. 2. 1986 erreichte Königsberg die Wiedereinbürgerung. Nach der Promotion 1988 in Tübingen wurde er als wissenschaftlicher Mitarbeiter an der Arbeitsstelle Lehrmaterialien Japanisch FU Berlin angestellt. 1990 wurde er als wissenschaftlicher Mitarbeiter am Japanisch-Deutschen Zentrum Berlin eingestellt. Aufgabengebiet: Betreuung eines akademischen Austauschprogramms mit Japan sowie Organisation und inhaltliche Betreuung wissenschaftlicher Kongresse. 1991 vertrat er die C-2 Professur im Studiengang Angewandte Weltwirtschaftssprachen Japanisch an der Hochschule Bremen. Seit dieser Zeit Schulungen auf dem Gebiet der interkulturellen Kompetenz für Manager, die sich auf Aufenthalte in Japan vorbereiten. 1992 wurde er als wissenschaftlicher Assistent C-1, Seminar für Sprache und Kultur Japans, Universität Hamburg, eingestellt. Dreimonatiger Forschungsaufenthalt in Tōkyō mit SAP-Stipendium. 1998 wurde ihm das Habilitationsstipendium der Deutschen Forschungsgemeinschaft bewilligt. Thema der Arbeit: Realismus in Japan, Die Ken'yūsha-Schule und die Erprobung der neuen Romantechniken. Nach der Habilitation 2001 und Ernennung zum Privatdozenten, Universität Hamburg, Fachbereich Orientalistik erhielt er 2002 die Berufung zum visiting associate professor an der Washington University in St. Louis, Lehrgebiet vormoderne Literatur und Sprache Japans (ab Wintersemester 2002/2003) und den dritten Listenplatz, C-3 Professur für Japanologie, Universität München. 2004 wurde er als Lehrkraft für besondere Aufgaben (Lektor) am Ostasiatischen Seminar der Freien Universität Berlin eingestellt. 2009 wurde ihm die Würde einer außerplanmäßigen Professur im Fach Japanologie an der Freien Universität Berlin verliehen.
Seine Forschungsschwerpunkte sind vormoderne und moderne japanische Literatur, strukturalistische und vergleichende Literaturwissenschaft, Sprachdidaktik.

## Schriften (Auswahl)
- Der junge Kobayashi Hideo. Leben und Werk eines japanischen Literaturkritikers der Moderne. Hamburg 1993, ISBN 3-928463-53-5.
- Literatur der koreanischen Minderheit in Japan. Assimilation und Identitätsfindung. Hamburg 1995, ISBN 3-928463-57-8.
- Ozaki Kôyô (1867–1903). Literarisches Schaffen zwischen Tradition und Moderne. Der Ken'yûsha-Dichterkreis und die Erfindung des japanischen Realismus. Eine diskursorientierte Werkanalyse. Hamburg 2008, ISBN 3-928463-81-0.
- als Herausgeber mit Michael Kinski, Gerhard Leinss, Markus Rüttermann und Harald Salomon: En – Nexus. Japanische Episoden übersetzt für die Ökumene. Klaus Kracht zu Ehren aus Anlaß seiner Emeritierung. Wiesbaden 2013, ISBN 978-3-447-10038-0.